# Provincia di Xaignabouli
La provincia di Xaignabouli (in lao ແຂວງໄຊຍະບູລີ, Khwèeng Saignàbulìi), scritta anche Sainyabuli, è una provincia del Laos nord-occidentale con capoluogo Xaignabouli. Nel 2004, contava su una popolazione di 382.200 abitanti distribuiti su una superficie di 16.389 km², per una densità di 23,32 ab./km². Il suo territorio è uno dei pochi del paese che si trovano sulla riva destra del Mekong.

## Storia
Il territorio della provincia è appartenuto per secoli alla municipalità di Luang Prabang ed ai regni laotiani che si sono succeduti. Con l'assoggettamento da parte dei siamesi dei regni laotiani alla fine del XVIII secolo, l'area passò sotto il controllo di Bangkok. Nel 1893, il Siam venne obbligato a cedere alla colonia dell'Indocina Francese tutti i territori sulla riva sinistra del Mekong, riuscendo però a mantenere il possesso della provincia, oltre all'altopiano di Korat, annesso il secolo precedente. Nel 1904, le pressioni francesi costrinsero i siamesi a cedere la provincia, che entrò a sua volta a far parte della colonia.
Durante la II Guerra Mondiale, i thailandesi approfittarono dell'isolamento della colonia francese a seguito dell'occupazione tedesca della Francia, per scatenare la guerra franco-thailandese, al termine della quale si annetterono nel 1941 la zona, a cui diedero il nome di provincia di Lan Chang (un milione di elefanti). Con la sconfitta del Giappone, alleato della Thailandia, il territorio ritornò in mano ai francesi nel 1946 e, a partire da tale anno, avrebbe seguito le sorti del resto del Laos.
Le principali etnie presenti nelle aree montane sono quelle dei khmu e dei hmong, le cui tribù sono stanziate su entrambi i versanti della catena dei monti di Luang Prabang, che segna il confine tra gran parte della provincia e la Thailandia. L'isolamento di questa zona dal resto del Laos mise al riparo le locali tribù hmong dagli effetti della guerra civile laotiana, nella quale gran parte dell'etnia hmong del paese fu drammaticamente coinvolta, schierandosi a fianco delle forze filo-americane. Con il trionfo dei comunisti del Pathet Lao nel 1975, anche le tribù hmong dei monti di Luang Prabang furono oggetto delle rappresaglie governative e molti dei loro membri furono costretti a fuggire sul versante thailandese, dove tuttora esistono campi profughi di hmong.
Tra il dicembre del 1987 ed il febbraio del 1988, la parte meridionale della provincia di Xaignabuli fu teatro di una battaglia tra le forze armate laotiane e thailandesi, conosciuta come la guerra di confine thai-laotiana. I thai reclamano tuttora la sovranità su un locale villaggio, sostenendo che le mappe stilate dai francesi nel 1904 lo assegnarono al Laos per errore. Il duro conflitto portò alla perdita di circa 1.000 vite umane e si concluse con il ritiro delle truppe di Bangkok. Nel 1996, venne istituita una commissione bilaterale incaricata di revisionare tutti i 1.810 km del confine thai-laotiano.

## Geografia fisica
La provincia di Xaignabouli confina con le province thailandesi, a partire da nord-ovest in senso anti-orario, di Chiang Rai (una striscia di pochi km), Phayao, Nan, Uttaradit, Phitsanulok e di Loei a sud. Ad est con quelle laotiane di Vientiane e Luang Prabang, a nord con quella di Oudomxay e a nord-ovest, per un piccolo tratto, con quella di Bokeo.
Buona parte del territorio provinciale è occupato dal versante orientale dei monti di Luang Prabang, le cui sommità costituiscono la linea spartiacque tra il bacino idrografico del fiume Nan ed il locale segmento del bacino del Mekong. Tale catena in questa zona fa da confine tra la Thailandia ed il Laos ed ha origine a nord all'interno della curva a 180 gradi che il Mekong compie in prossimità di Luang Prabang. Si estende in direzione sud per circa 260 km fino ad innestarsi nella catena dei monti Phetchabun, che ne rappresentano il prolungamento meridionale. Le vette più alte sono nell'ordine il Phu Soi Dao, alto 2.120 m, il Phu Khe (2.079 m), il Doi Phu Kha (1.980 m), il Doi Phu Wae (1.837 m) ed il Doi Phi Pan Nam (1.745 m).
La vegetazione nella parte più alta di questi rilievi è composta da foreste di piante sempreverdi, mentre sotto ai 1.000 m di altitudine le foreste sono più secche e formate da piante decidue. La presenza tra queste di molti alberi del pregiato teak ha portato ad un'intensa deforestazione. Un altro fattore che ha contribuito alla riduzione dell'area forestale, è il prolungato utilizzo della pratica del debbio, con cui le locali tribù montane preparano il terreno alle coltivazioni.
Il resto della provincia è costituito dal versante settentrionale delle alture che separano il bacino del Mekong da quello di alcuni dei fiumi settentrionali che affluiscono nel Chao Phraya, il principale corso d'acqua thailandese. Il punto più occidentale si trova in corrispondenza della grande curva che il Mekong compie verso est, quello occidentale si trova al confine con le province thai di Chiang Rai e di Phayao.
Il territorio è attraversato da una sola strada, isolata dal resto della rete stradale statale per la mancanza di ponti che uniscano in questa provincia le due rive del Mekong.

## Geografia antropica

### Suddivisioni amministrative
La provincia di Xaignabouli è suddivisa nei seguenti 10 distretti (in lao: ເມືອງ, trasl.: Mueang):
| Codice | Nome traslitterato del distretto              | Nome lao   |
| ------ | --------------------------------------------- | ---------- |
| 08-01  | Mueang Xaignabouli (o Sainyabuli) (capoluogo) | ເມືອງໄຊຍະບູລີ |
| 08-02  | Mueang Khop                                   | ເມືອງຄອບ    |
| 08-03  | Mueang Hongsa                                 | ເມືອງຫົງສາ   |
| 08-04  | Mueang Ngeun                                  | ເມືອງເງິນ    |
| 08-05  | Mueang Xianghon (o Xienghone)                 | ເມືອງຊຽງຮ່ອນ |
| 08-06  | Mueang Phiang                                 | ເມືອງພຽງ    |
| 08-07  | Mueang Paklai                                 | ເມືອງປາກລາຍ |
| 08-08  | Mueang Kenthao                                | ເມືອງແກ່ນທ້າວ |
| 08-09  | Mueang Boten                                  | ເມືອງບໍ່ແຕນ   |
| 08\|10 | Mueang Thongmixay                             | ເມືອງທົ່ງມີໄຊ  |